# Gueologuítxeski
Gueologuítxeski (en rus: Геологический) és un poble (un possiólok) de l'óblast d'Astracan, a Rússia, segons el cens del 2010 tenia 1.050 habitants.